# Skol-Sundström AB
Skol-Sundström AB var en svensk tillverkare av skolmöbler, till exempel skolbänkar och katedrar och andra tillbehör. Företaget hade sin tillverkning och sitt huvudkontor i Osby. Företaget grundades och leddes av Georg Sundström och togs sedan över av hans söner Lennart och Gunnar Sundström. Det gick samman med bland annat Facit Kontorsmöbler i Design Funktion AB 1985, senare ägt av finländska Isku Oy, och idag ägs resterna av företaget av Lekolar AB.
Företaget har under tiden från grundandet haft ett flertal olika namn:
- KG Sundströms Förmedlingstjänst
- Skol-Sundström
- Sundo Skolsundström
- Design Funktion Sundo